# Policlinico Universitario Paolo Giaccone
Il Policlinico Universitario Paolo Giaccone è un ospedale universitario di Palermo e sede della scuola di Medicina e Chirurgia dell'Università degli Studi di Palermo. Al suo interno, oltre alla funzione assistenziale di tipo ospedaliero, vengono svolte attività di didattica e ricerca scientifica. È intitolato al medico e professore di medicina legale Paolo Giaccone, ucciso dalla mafia l'11 agosto 1982 in un agguato tra i viali del Policlinico.

## Storia
Quando nel 1805 l'Accademia degli studi di Palermo fu trasformata in Università, l'insegnamento della Medicina fu ospitato nell'ospedale Civico.
Il Policlinico nacque con l'emanazione di leggi per le opere pubbliche a Palermo nel 1924. In particolare col Regio decreto legge (6 maggio 1926 n. 886), l'esecuzione di opere pubbliche nel quadro del potenziamento dell'alta cultura si tradusse nel progetto, definito la "Grande Palermo".
Il progetto originale, affidato a un docente dell’Ateneo, il Prof. Antonio Zanca, prevedeva la costruzione di una decina di padiglioni, edifici spesso adottati in passato per la costruzione di strutture ospedaliere. La struttura doveva rappresentare l'unità inscindibile delle attività didattiche, scientifiche ed assistenziali. L'attività del nuovo Policlinico ha avuto inizio nel periodo tra il 1939 e il 1943, sotto la guida del Prof. Filippo Guccione, preside della Facoltà di Medicina e professore ordinario di Anatomia Patologica. Con decreto del Rettore dell'Università degli Studi di Palermo del 1996 viene istituita l'Azienda Ospedaliera Universitaria Policlinico (AOUP) "Paolo Giaccone" che, con decreto del 2000, acquisisce autonoma soggettività giuridica.
Dal punto di vista assistenziale, attualmente è in atto la riorganizzazione dei Dipartimenti, delle Unità Operative e della pianta organica. Tutto ciò a seguito dei rinnovati protocolli d'intesa tra Regione e Università ed in linea con la rimodulazione della rete ospedaliera-territoriale prevista dall’Assessorato Regionale alla Salute.
In linea con la nuova organizzazione e nell'ottica di un efficientamento delle cure, è in fase avanzata di realizzazione un’estesa e impegnativa opera di ammodernamento degli edifici del Policlinico. Il progetto prevede la ristrutturazione di quattro grandi nuclei edilizi dell’ospedale: il blocco Anestesia-Rianimazione-Chirurgia Generale e d’Urgenza; il padiglione di Oculistica; il blocco Farmacologia-Medicina Legale-Biochimica; il Dipartimento Materno-Infantile. L'opera comprende anche nuove realizzazioni: il nuovo Pronto Soccorso; il Centro Servizi con strutture d’accoglienza e bar; la centrale tecnologica sotterranea e la sopraelevazione di parte del padiglione di Medicina Legale per ospitare il Servizio Immunotrasfusionale. Inoltre il Policlinico sarà dotato di una rete di tunnel che metteranno in collegamento tra loro gli edifici, risolvendo in parte le criticità logistiche legate ai padiglioni, che saranno utilizzati per il trasferimento dei pazienti e delle merci pulite.
Il mega-progetto convive con altri importanti cantieri già terminati: il nuovo reparto di Chirurgia Plastica e Ricostruttiva; la riqualificazione e l’adeguamento del plesso di Urologia con la realizzazione del nuovo servizio di Emodialisi; la realizzazione del nuovo obitorio; l’adeguamento delle centrali gas medicinali; la realizzazione degli studi/ambulatori di Neurologia e l’adeguamento dei laboratori di Microbiologia.

## Strutture
Attualmente comprende 10 Dipartimenti Assistenziali:
- Dipartimento di Emergenza-Urgenza (DEA II Livello[4]):
  - Angiologia;
  - Cardiologia Clinica e Riabilitazione Cardiovascolare;
    - Ergometria e Riabilitazione Cardiovascolare;
    - Cardiologia Interventistica ed Emodinamica;
    - Unità Coronarica (UTIC).

  - Malattie Infettive e Centro di Riferimento Regionale AIDS;
    - Co-infezioni e Gestione delle Urgenze Infettivologiche;
    - AIDS;
    - Razionalizzazione delle Terapie Antinfettive.

  - Astanteria/MCAU;
  - Centro di Riferimento Regionale Malattie Rare e del Metabolismo;
  - Medicina Interna di Area Critica;
  - Neurologia con Stroke Unit e Neurofisiopatologia;
    - Neurofisiopatologia

  - Anestesia e Rianimazione con Terapia Intensiva e del Dolore;
    - Medicina Iperbarica;
    - Terapia Intensiva Post-Operatoria e Neurorianimazione;
    - Terapia del Dolore;
    - Emergenza e Urgenza Intraospedaliera;
    - Terapia Intensiva Polivalente.

  - Cardioanestesia e Terapia Intensiva Post-Operatoria Cardio-Toraco-Vascolare;
  - Pronto Soccorso ed Osservazione Breve Intensiva (O.B.I.).
- Dipartimento di Chirurgia Generale e Specialistica:
  - Cardiochirurgia;
  - Chirurgia Generale e D'Urgenza;
    - Colonproctologia e Chirurgia Laparoscopica;
    - Endoscopia Diagnostica ed Operativa in Urgenza;
    - Chirurgia Mininvasiva della Tiroide;
    - Laparoscopia Avanzata.

  - Chirurgia Toracica;
  - Chirurgia Vascolare;
    - Chirurgia di Salvataggio degli Arti;

  - Urologia con Litotrissia Extracorporea;
    - Endoscopia Urologica
    - Chirurgia Andrologica.
- Dipartimento di Chirurgia Neurosensoriale e Motoria:
  - Odontoiatria dell'Età Evolutiva
  - Ortognatodonzia
  - Neurochirurgia;
    - Neurochirurgia Oncologica.

  - Oculistica abilitata ai Trapianti;
  - Odontoiatria e Stomatologia;
  - Medicina Orale con Odontoiatria per Pazienti a Rischio;
  - Ortopedia e Traumatologia;
    - Medicina dello Sport;

  - Otorinolaringoiatria;
    - Audiologia;
    - Foniatria.

  - Riabilitazione.
- Dipartimento Materno-Infantile:
  - Chirurgia Pediatrica;
  - Neuropsichiatria Infantile;
  - Ostetricia e Ginecologia con Pronto Soccorso Ostetrico;
    - Pronto Soccorso Ostetrico;
    - Diagnostica Prenatale;
    - Ginecologia Oncologica.

  - Neonatologia con UTIN;
    - Nido;
    - Terapia Intensiva Neonatale.

  - Genetica Medica.
- Dipartimento di Medicina Clinica e Specialistica
  - Malattie Endocrine, del Ricambio e della Nutrizione;
  - Medicina Interna con Stroke Care;
    - Scompenso Cardiaco;
    - Stroke Care Unit.

  - Dermatologia;
  - Gastroenterologia ed Epatologia;
    - Endoscopia Digestiva;

  - Diagnostica Clinica e Radioisotopica;
  - Reumatologia.
- Dipartimento delle Patologie Emergenti e della Continuità Assistenziale:
  - DH di Medicina dei Viaggi del Turismo e delle Migrazioni;
  - Geriatria;
  - Medicina Interna;
    - Servizio di Prevenzione Epatobiliare.

  - Immunologia e Allergologia Clinica;
  - Nefrologia e Dialisi con Centro di Riferimento Regionale per l'Ipertensione Arteriosa;
  - Psichiatria;
    - Riabilitazione Psichiatrica.

  - Psicologia;
  - Lungodegenza;
  - Pneumologia.
- Dipartimento di Oncologia:
  - Chirurgia Generale ad Indirizzo Oncologico;
    - Chirurgia Generale Gastroenterologica.

  - Chirurgia Plastica;
    - Chirurgia Plastica e Ricostruttiva della Mammella.

  - Ematologia;
    - Trapianto di Midollo Osseo.

  - Oncologia Medica.
- Dipartimento di Diagnostica per Immagini:
  - Diagnostica per Immagini;
    - Radiologia Pediatrica;
    - Radiologia di Pronto Soccorso;
    - Diagnostica Senologica;
    - Neuroradiologia e Radiologia Maxillo-Facciale;
    - Radiologia Interventistica.

  - Radiologia d'Urgenza;
  - Radioterapia e Medicina Nucleare;
  - Radioprotezione e Fisica Sanitaria.
- Dipartimento Diagnostica di Laboratorio:
  - Diagnostica di Laboratorio per le Patologie dell'Invecchiamento;
  - Medicina Trasfusionale;
  - Medicina di Laboratorio - CORELAB;
    - Analisi in Urgenza

  - Microbiologia, Virologia e Parassitologia;
    - Diagnostica delle Infezioni da Virus Epatitici.

  - Diagnostica Specialistica Patologie Diffusive;
  - CLADIBIOR.
    - Immunologia;
    - Immunogenetica e Malattie Correlate.
- Dipartimento dei Servizi Centrali d'Ospedale:
  - C.Q.R.C. - Controllo Qualità e Rischio Clinico;
  - Anatomia ed Istologia Patologica;
    - Patologia Mammaria;
    - Diagnostica Citopatologica.

  - Medicina Legale;
    - Diagnostica Autoptica.

  - Farmacia;
  - Epidemiologia Clinica con Registro Tumori;
  - Farmacologia Clinica e Farmacovigilanza.

All'interno della struttura operano 2.281 persone di cui 1.257 fanno parte del personale universitario. Nel 2011 sono state effettuate 384.286 visite ambulatoriali presso i 249 ambulatori.
L'unità operativa Chirurgia pediatrica del Policlinico è stata la quarta struttura in Italia e la prima nel centro-sud ad aver ricevuto il riconoscimento "Ospedale all'altezza dei Bambini". Presso l'unità operativa di Neurochirurgia è stato eseguito per la prima volta in Europa un intervento di "Decompressione del canale lombare mediante osteotomia bipeduncolare" interamente per via percutanea mini invasiva. All'interno del dipartimento di scienze radiologiche è presente il Museo della radiologia.

## La facoltà
Vi ha sede il Corso di Laurea Magistrale a Ciclo Unico in Medicina e Chirurgia. La Scuola di Medicina e Chirurgia è costituita da tre Dipartimenti Universitari (B.I.N.D, ProMISE e Di.Chir.On.S.). Oltre ai corsi di Laurea Magistrale in Medicina e Chirurgia, Odontoiatria e Protesi Dentaria, Professioni Riabilitative, Scienze Infermieristiche e Ostetriche, Biotecnologie Mediche, sono attivi 14 corsi di laurea delle professioni sanitarie e 42 Scuole di Specializzazione di area sanitaria per laureati in medicina.
Ha aule sparse per i Dipartimenti ospedalieri e un edificio dedicato all'attività didattica, il Complesso Didattico "Aule Nuove".

## Trasporti
L'ospedale è servito da:
- linee urbane AMAT 318, 246, 108

- fermata Vespri del Passante ferroviario di Palermo